# Caso dos cartazes
O caso dos cartazes foi um incidente envolvendo a afixação de cartazes anticatólicos na noite de 17 para 18 de Outubro de 1534 em Paris. Este incidente marcou o fim das políticas conciliadoras do rei Francisco I da França, que passou a perseguir os protestantes.

## Desenvolvimento
Cartazes de 37 por 25 cm que criticam a celebração da missa tal como ela é feita oficialmente pela Igreja católica são afixados em vários locais. É particularmente atacada a repetição cerimonial da morte de Cristo, simbólica, no altar. Se o sacrifício já foi consumado, por que se apoderam os sacerdotes católicos deste ritual simbólico? Os argumentos teológicos dos protestantes fundamentam-se na Epístola de São Paulo aos Hebreus. A propaganda protestante pretende transmitir a ideia de que a eucaristia é uma blasfémia, uma vez que a morte de Cristo não se deixa repetir. Esta demanda foi o resultado da acção de Antoine Marcourt, Pastor de Neuchâtel, também ele um natural da Picardia. A situação tornou-se particularmente crítica e descambou numa reacção brutal por parte da Igreja católica e do estado francês.
Protestantes franceses seriam encarcerados e assassinados. Em Janeiro de 1535, o rei Francisco I organiza uma procissão macabra pelas ruas de Paris. A procissão para em 6 locais distintos. Em cada uma das paragens há um pódio onde o rei, os embaixadores e dignos membros do "parlement" se instalam para assistir à morte pela fogueira de 6 "heréticos" envolvidos no caso dos cartazes do ano anterior.